# Čistye Bory
Čistye Bory è un insediamento di tipo urbano della Russia europea centro-settentrionale, situato nella oblast' di Kostroma. Appartiene amministrativamente al rajon Bujskij.